# Lac Qui Parle
Pour les articles homonymes, voir Lac Qui Parle (homonymie).
Le lac nommé Lac Qui Parle est situé à l'ouest de l'État du Minnesota et sur la rivière homonyme Lac qui Parle. Ce lac prit une autre dimension après la construction du barrage par la "Works Progress Administration" (WPA). 
Ce lac a donné son nom au comté de Lac qui Parle dans le Minnesota.

## Toponymie
Le nom français de ce lac vient de l'époque de la Louisiane française, et fut la traduction française de la désignation en langue lakota de ce lac par les peuples Sioux. 

## Localisation
La pointe septentrionale du lac est à environ 5 kilomètres au sud de la ville d'Appleton. Le "Lac Qui Parle" est situé en partie sur le parc d'État du "Lac qui parle State Park".
Le "Lac qui parle" sert de lieu temporaire pour des milliers d'oies sauvages migratrices.